# Florian Linckus
Florian Linckus (geb. 1984 in Brandenburg an der Havel) ist ein deutscher Filmkomponist, Arrangeur und Musikproduzent.

## Leben
Er kam als Autodidakt zur Musik und schrieb 2004 seine erste Filmmusik. 2006 gewann er den 1. Preis eines Musikwettbewerbs des Tempelhofer Sinfonieorchesters mit der Suite „Die Brücke“ nach dem gleichnamigen Buch von Gregor Dorfmeister. 2007 lernte er den Filmemacher Thomas Zeug kennen, zu dessen Arbeiten er seitdem die Musik schreibt, so zu Rollygeddon. Er schrieb die Musik zu den Abenteuern der 2 Aliens, die mit dem Film „Proll Out“ 2013 ihr Debüt gaben.
2012 schrieb er die Musik für Eric Hordes’ Filme Der Gründer und Lichtschiffe über Europa. Seit 2014 arbeitet Florian Linckus mit dem chinesischen Komponisten Raymond Wong zusammen.
Neben seiner Tätigkeit als Filmkomponist arbeitet Florian Linckus auch als Arrangeur und Produzent von Musik. Bekanntere Arrangements sind z. B. bei den Pipers Of The World zu hören.

## Filmografie (Auswahl)
- 2004: Gezeichnet
- 2007: Rollygeddon
- 2012: Quiqueck & Hämat „Proll Out“
- 2012: Der Gründer[1]
- 2012: Lichtschiffe über Europa
- 2012: Zweimal über den Horizont
- 2013: Die Insider (TV-Serie, 6 Episoden)
- 2013: Destruction of Silence
- 2013: Gott und die Welt
- seit 2013: 2 Aliens (Serie)
- 2014: Twilight Online[2] (zusammen mit Raymond Wong)
- 2014: Dr. Jin (TV-Serie)
- 2014: TTXY (TV-Serie)
- 2014: Monkey King: Hero is Back
- 2014: Iceman[3] (u. a. mit Donnie Yen)
- 2015: Der Hof
- 2015: Soccer Boy (TV-Serie)
- 2015: Heartless (Staffel 1, TV-Serie)
- 2015: The Ghost Girl (TV-Serie)
- 2016: Nachtgleiter
- 2016: The Treasure
- 2016: Journey to the West: Demon Chapter[4] (zusätzliche Musik, produziert von Stephen Chow)
- 2017: Heartless (Staffel 2, TV-Serie)
- 2020: Rapunzels Fluch